# اینسایدز (گروه موسیقی)
اینسایدز (به انگلیسی: Insides (band)) گروهٔ موسیقی دونفرهٔ پست-راک انگلیسی متشکل از کرستی ییتس (آواز و بیس) و جولیان تاردو (گیتار و پروگرامینگ) می‌باشد.

## ترانه‌شناسی

### آلبوم‌ها
- یوفوریا (۱۹۹۳)
- کلر اسکین (۱۹۹۴)
- سوئیت تیپ (۲۰۰۰)
- سافت باندز (۲۰۲۱)